# Gut Asperschlag

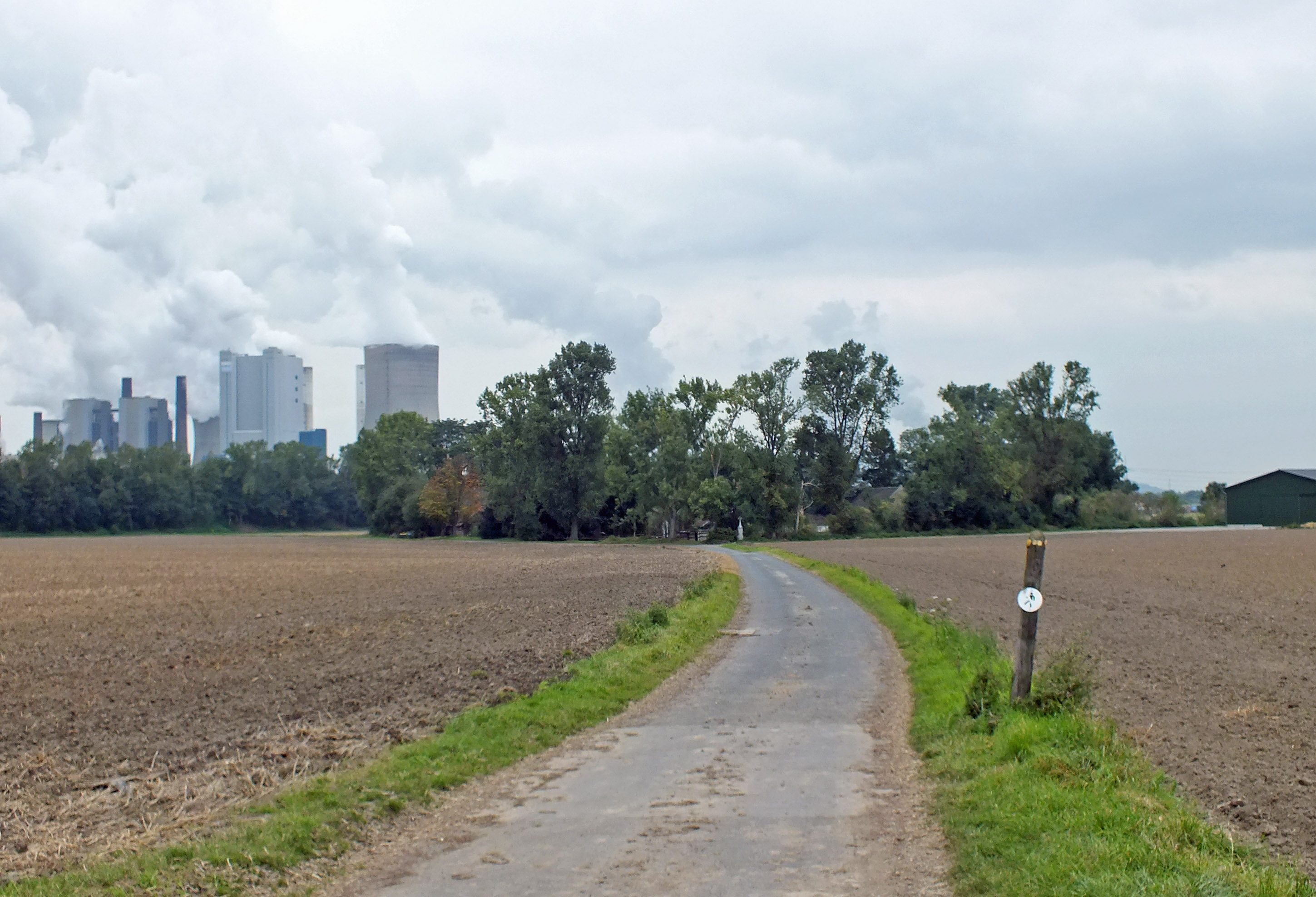
Gut Asperschlag, gesehen von der L93

Gut Asperschlag (auch Haus Asperschlag) ist eine ehemalige Wasserburg zwischen den Bergheimer Orten Niederaußem, Oberaußem und Büsdorf.

## Geschichte

### Mittelalter
Die Geschichte von Haus Asperschlag lässt sich bis ins 11. Jahrhundert zurückverfolgen. Im Jahre 1028 wird ein Espenwald („Aspersloh“) in einer Schenkung des Pfalzgrafen Erenfried an die Abtei Brauweiler zusammen mit drei weiteren Wäldern erstmals erwähnt. Für das Jahr 1176 ist ein Ritter Conrad von Asmundislo bezeugt, der vom Lehensherr, der Reichsabtei Kornelimünster, mit der Rodung („Schlag“) des Waldes beauftragt wurde. In der Folgezeit entstand auf dem gerodeten Gebiet eine kleine Siedlung mit mehreren Höfen, von denen heute nur Haus Asperschlag erhalten ist.
Im 14. Jahrhundert wurde die Hofanlage zur Wasserburg ausgebaut.

### Neuzeit
Da Asperschlag in der frühen Neuzeit auf der Grenze zwischen den Gebieten von Jülich und Kurköln lag, wurde das Gut im 17. Jahrhundert abgerissen und einige Meter weiter auf jülicher Gebiet wieder aufgebaut. Ab ca. 1730 wurde ein Neubau durch die Familie von Buschmann an ehemaliger Stelle errichtet. Nach zahlreichen Besitzerwechseln gelangte Haus Asperschlag im 19. Jahrhundert in den Besitz der Familie Zilleken und ist nach weiteren Verkäufen immer noch in Privatbesitz.
Heute ist Gut Asperschlag in privatem Besitz und wird seit 2010 umfassend restauriert. Außerdem diente das Gelände als Kulisse für verschiedene Filmproduktionen, u. a. für die Serien Tatort und Pastewka oder den Film Wendy – Der Film.

### Kirchliche Zugehörigkeit
Aufgrund von Streitigkeiten mit den Nachbarpfarreien schlossen sich die Bewohner von Asperschlag um 1800 der Kirchengemeinde Auenheim an. Auf dem dortigen Friedhof sind auch heute noch Grabsteine einstiger Bewohner des Gutes erhalten.

## Architektur

### Außen
Das heutige Gut stammt überwiegend aus der Mitte des 18. Jahrhunderts. Den Kern des Gutes bildet heute ein geschlossener Vierkanthof, bestehend aus dem Herrenhaus und einiger Wirtschaftsgebäude. Das Haupthaus ist ein zweigeschossiger Backsteinbau mit Eckquadern aus Sandstein und einer Walmbedachung. Auf dem hofseitigen Dreiecksgiebel befindet sich das Wappen der Familie von Cloet-Buschmann mit der Jahreszahl 1753.
Die Toreinfahrt der Anlage befindet sich in den westlichen Wirtschaftsgebäuden und weist im Giebel ebenfalls das Wappen der Erbauer mit der Jahreszahl 1750 auf. Über den einstigen Wassergraben führt eine steinerne Brücke zum Tor.
Außerhalb des Hofes liegt ein Vorhof aus Fachwerkgebäuden, der einst das Gesinde und eine Schmiede beherbergt hat.

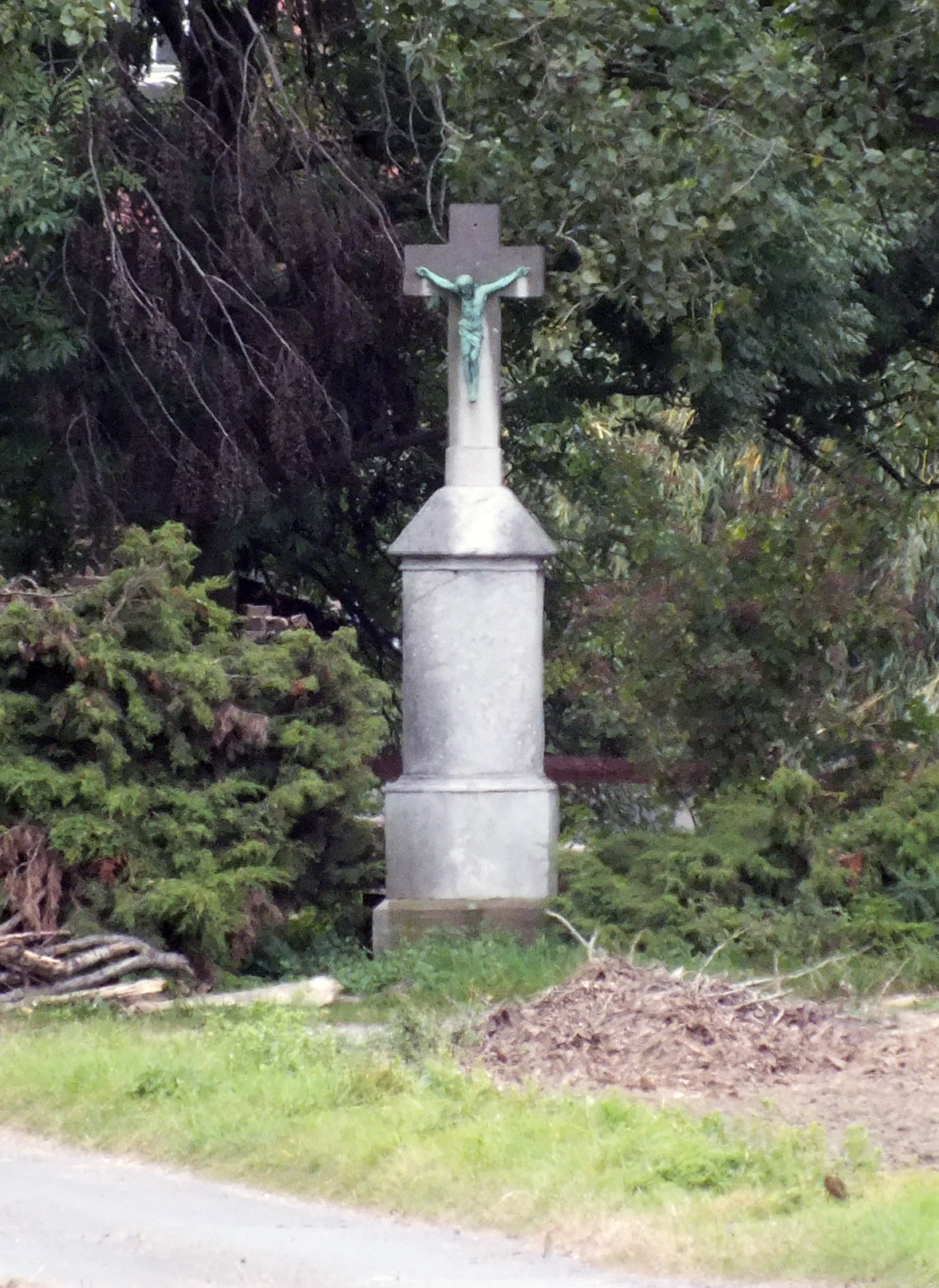
Wegkreuz bei Gut Asperschlag

### Innen
Im Herrenhaus existiert ein Kellergewölbe, das vermutlich aus der Zeit vor der Niederlegung des ersten Gutes stammt. Auch die barocke Eichentreppe im Erdgeschoss ist erhalten.